# Messier 2
Messier 2 (kurz M2, auch NGC 7089) ist ein galaktischer Kugelsternhaufen vom Typ II im Sternbild Wassermann auf der Ekliptik. Er liegt rund 40.000 Lichtjahre vom Sonnensystem entfernt im inneren Halo der Milchstraße und hat einen Durchmesser von etwa 150 Lichtjahren.

Mit rund 100.000 Mitgliedern ist er einer der sternreicheren und kompakteren Kugelsternhaufen, sein Alter wird auf 12 Milliarden Jahre geschätzt. Die hellsten Sterne sind gelbe und rote Riesen mit einer absoluten Helligkeit von −3 mag. In ihnen sind die schweren Elemente etwa 100-mal seltener als in der mehr als sieben Milliarden Jahre später entstandenen Sonne.
Er besitzt die höchste Raumgeschwindigkeit aller bekannten Kugelsternhaufen des inneren Halos und umläuft das galaktische Zentrum auf einer sehr exzentrischen Bahn, die ihn in den nächsten Milliarden Jahren rund 150.000 Lichtjahre weit in die Außenbereiche des Halos hinaustragen wird.

## Beobachtungsgeschichte
Messier 2 wurde am 11. September 1746 von Giovanni Domenico Maraldi entdeckt. Exakt 14 Jahre später, am 11. September 1760, entdeckte ihn Charles Messier davon unabhängig. Im Kugelsternhaufen wurde 1897 von dem französischen Astronomen Chevremont ein veränderlicher Stern vom Typ RV Tauri entdeckt.